# 항성시

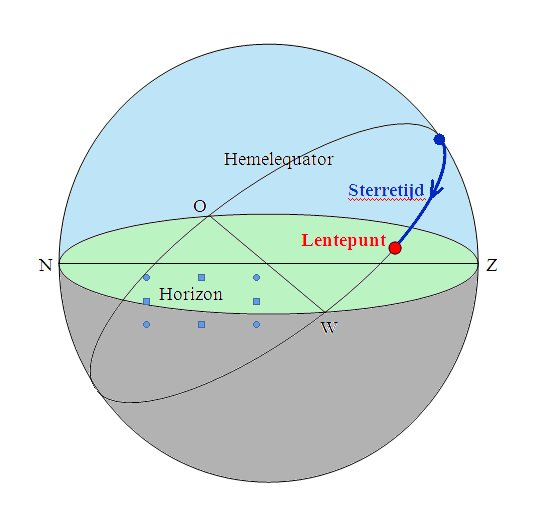

항성시(恒星時,sidereal time)를 측정하기 위한 시각계(時刻系)로서   기준 천체를 춘분점(春分點)으로 한  것이다.
춘분점이 자오면에 왔을 때(자오선 경과)를 0시로 하고, 다음번 0시까지 걸리는 시간을 1항성일(恒星日)로 하는데,
1평균 항성일을 평균 태양시로 나타내면  약 23시 56분 4.0916초이다. 이 항성일을   다시 24시 시분초 체계로 분할하여 항성시 체계로 사용하는 것이다.
춘분점은 항성계에 대하여 일정불변한 위치에 있는 것이 아니고, 세차(歲差)·장동(章動)을 위해서 천구상의 위치를 바꾼다. 그래서, 세차 한 가지만을 받아 움직인다고 가상한 춘분점을 기준으로  한  항성시를 '평균 항성시 (mean sidereal time)',  세동을 모두 받아 변동하는 춘분점을 사용한 것을  '시(視)항시' 로 구분한다.  항성의 자오선 경과 관측으로부터 직접 얻을 수 있는 것은 시항성시인데, 이 시계(時系)는 장동에 의한 복잡한 주기적 변동을 포함하기 때문에 기시계(器械時計)로 그대로 보시(保時)시킬 수 없다. 그래서 관측으로 결정되는 시항성시에서 장동의 영향을 계산하여 제거하여  평균 항성시로 변환하고, 이것을 항성시 시계(時計)로 보시(保時)시키는 것이다.
천체 목표를 측정하는 경우의 기준(영점)으로  자오면을 취한다.

## 같이 보기
- 지구의 자전
- 항성년
- 통과 망원경